# Udo Röbel
Udo Röbel (* 20. Januar 1950 in Neustadt an der Weinstraße) ist ein deutscher Journalist und Autor. Bundesweit bekannt wurde er durch seine berufliche Beschäftigung mit der Kießling-Affäre (1984) und dem Gladbecker Geiseldrama (1988).

## Leben
Während seiner Schulzeit am Kurfürst-Ruprecht-Gymnasium Neustadt arbeitete Röbel an dessen Schülerzeitung Achtung Schule mit sowie an der Haßlocher Lokalseite der Ludwigshafener Tageszeitung Die Rheinpfalz. Schließlich brach er die Schule 1969 in der zwölften Klasse ab und begann ein Volontariat bei dieser Zeitung.
Im Anschluss ging Röbel als Polizeireporter nach Frankfurt am Main. Später war er Korrespondent bei den Presseagenturen dpa und AP. Zwischen 1972 und 1982 arbeitete er für BILD, zunächst in Frankfurt am Main, später als Redaktionsleiter in Essen-Kettwig sowie in Aachen und Köln. 1983 wechselte er als stellvertretender Chefredakteur zum Kölner Express.
1989 wurde Röbel zum stellvertretenden Chefredakteur der Bild am Sonntag berufen. 1992/93 war er als journalistischer Berater für den Heinrich-Bauer-Verlag tätig. 1993 wurde er Stellvertreter des BILD-Chefredakteurs Claus Larass und am 5. Januar 1998 schließlich dessen Nachfolger. Die Einführung einer Korrekturspalte auf der zweiten Seite der Zeitung wird ihm zugesprochen. Zum 1. Januar 2001 wurde Röbel von Kai Diekmann abgelöst und zum Chefredakteur des neu gegründeten Joint Venture bild.de berufen.
Ab 2005 war Röbel Herausgeber des Mediendienstes fairpress.biz, der ähnlich einer juristisch erwirkten Gegendarstellung Personen, die von einer Presseveröffentlichung betroffen waren, eine Gegenrede als Mittel gegen unwahre Veröffentlichungen ermöglichen wollte. Beteiligt waren Michael Bogdahn und Christoph Meyer-Bohl. Die Website war 2007 wieder offline. 
Im Wahlkampf vor der Landtagswahl in Sachsen 2014 war Udo Röbel Kommunikations- und Medienberater des SPD-Spitzenkandidaten Martin Dulig.
Röbel lebt seit 1989 in Hamburg und schreibt Thriller und Kriminalromane.

## Bedeutung

### Kießling-Affäre
1984 deckte Röbel auf, dass die Vorwürfe gegen den stellvertretenden NATO-Oberbefehlshaber General Günter Kießling, die zu seiner vorzeitigen Verabschiedung führten, unzutreffend waren. Der Journalist erhielt dafür den Wächterpreis der deutschen Tagespresse.

### Gladbecker Geiseldrama
1988 kam es in Gladbeck (Nordrhein-Westfalen) zu einem Banküberfall mit Geiselnahme. Röbel nahm in Köln engen Kontakt zu den beiden Geiselnehmern auf, nachdem sie in einem Omnibus eine erste Geisel erschossen hatten. Schließlich stieg er ins Fluchtauto ein, um die Straftäter auf die Autobahn in Richtung Frankfurt zu lotsen. Als später, kurz vor der Landesgrenze zu Rheinland-Pfalz, die Polizei zugriff, erschossen die Gangster, bevor sie festgenommen wurden, eine zweite Geisel.
Röbels Vorgehen brachte ihm heftige Kritik und den Vorwurf der Beihilfe ein, der jedoch keine juristischen Folgen hatte. Der Deutsche Presserat allerdings erweiterte wegen des Vorfalls seine Richtlinien im Pressekodex (Ziffer 11):

„Bei der Berichterstattung über Gewalttaten […] lässt [die Presse] sich aber dabei nicht zum Werkzeug von Verbrechern machen. Sie unternimmt keine eigenmächtigen Vermittlungsversuche zwischen Verbrechern und Polizei.“

„Interviews mit Tätern während des Tatgeschehens darf es nicht geben.“

## Werke
- Udo Röbel, Christoph Scheuring: Tod eines Engels. Ullstein, München 2002, ISBN 978-3-550-08364-8.
- Udo Röbel: Schattenbrüder. Roman. Ullstein, München 2004, ISBN 978-3-550-08424-9 (ungekürzte Ausgabe: Ullstein, Berlin 2005, ISBN 978-3-548-26245-1).
- Udo Röbel: Der rote Reiter. Regiokom, Aschaffenburg 2011, ISBN 978-3-9810660-6-7.[2]

## Auszeichnungen
- 1984: Wächterpreis der deutschen Tagespresse

## Hobby Musik
In seiner Freizeit tritt Röbel musikalisch auf. Seit 2002 unterstützt er die Blues- und Rockband Zwick Allstars mit Gesang und Mundharmonika. Die Band entstand in der Pöseldorfer Kneipe Zwick Rockin’ Restaurant und bestand 2003 aus Henry Heggen, Udo Röbel, Martin Scheffler, Günther Brackmann, Adrian Askew, Uli Salm und Mick Brady.